# Hokej na ledu na Zimskih olimpijskih igrah 1980
Hokej na ledu je bil na Zimskih olimpijskih igrah 1980 štirinajstič olimpijski šport. Hokejski olimpijski turnir je potekal med 12. in 24. februarjem 1980. Zlato medaljo je osvojila ameriška reprezentanca, srebrno sovjetska, bronasto pa švedska, v konkurenci dvanajstih reprezentanc. Zmaga ameriške reprezentance nad favorizirano sovjetsko je pogosto poimenovana Čudež na ledu. 

## Dobitniki medalj
| Zlato | Srebro | Bron |
| ZDAJim Craig Jack O'Callahan Bill Baker Ken Morrow Mike Ramsey Bob Suter Dave Christian Dave Silk Steve Janaszak Mark Johnson Rob McClanahan John Harrington Mark Pavelich Buzz Schneider Steve Christoff Neal Broten Mike Eruzione Eric Strobel Mark Wells Phil Verchota | Sovjetska zvezaHelmuts Balderis Zinetula Biljaletdinov Vjačeslav Fetisov Aleksander Golikov Vladimir Golikov Aleksej Kasatonov Valerij Harlamov Vladimir Krutov Jurij Lebedjev Sergej Makarov Aleksander Malcev Boris Mihajlov Vladimir Miškin Vasilij Pervuhin Vladimir Petrov Aleksander Skvorcov Sergej Starikov Valerij Vasiljev Vladislav Tretjak Viktor Žluktov | ŠvedskaPelle Lindbergh William Löfqvist Tomas Jonsson Sture Andersson Ulf Weinstock Jan Eriksson Tommy Samuelsson Mats Waltin Thomas Eriksson Per Lundqvist Mats Åhlberg Håkan Eriksson Mats Näslund Lennart Norberg Bengt Lundholm Leif Holmgren Bo Berglund Dan Söderström Lars Molin Harald Lückner |

## Končni vrstni red
1. ZDA
2. Sovjetska zveza
3. Švedska
4. Finska
5. Češkoslovaška
6. Kanada
7. Poljska
8. Nizozemska
9. Romunija
10. Zahodna Nemčija
11. Norveška
12. Japonska